# 9 octobre
Pour les articles homonymes, voir Neuf-Octobre.
9 septembre 9 novembre
Chronologies thématiques
- Croisades
- Ferroviaires
- Sports
- Disney
- Anarchisme
- Catholicisme

Abréviations / Voir aussi
- (° 1852) = né en 1852
- († 1885) = mort en 1885
- a.s. = calendrier julien
- n.s. = calendrier grégorien
- Calendrier
- Calendrier perpétuel
- Liste de calendriers
- Naissances du jour

Le 9 octobre est le 282e jour de l'année du calendrier grégorien, 283e lorsqu'elle est bissextile.
Il reste ensuite 83 jours avant la fin de l'année civile.
C'était généralement l'équivalent du 18 vendémiaire du calendrier républicain ou révolutionnaire français, officiellement dénommé jour du sarrasin (plante).

## Événements

### Iersiècleav. J.-C.
- -43 : la cité de Lugdunum (actuelle Lyon) est fondée par le proconsul de Gaule Lucius Munatius Plancus.

### VIIIesiècle
- 768 : les frères Carloman Ier et Charlemagne sont tous deux élus et couronnés rois des Francs.

### XIIesiècle
- 1192 : Richard Cœur de lion rembarque pour l'Angleterre, mettant fin à la troisième croisade en terre sainte.

### XIIIesiècle
- 1238 : Jacques Ier d'Aragon fait son entrée dans la ville de Valence, qui deviendra capitale du royaume de Valence.

### XVIesiècle
- 1594 : au Sri Lanka, fin de la campagne de Danture des Portugais contre le royaume de Kandy, reddition des Portugais survivants. Le royaume sort renforcé de la campagne, il restera indépendant jusqu'en 1815[1].

### XVIIesiècle
- 1683 : le roi de France Louis XIV épouse en secret Madame de Maintenon, en secondes noces.

### XVIIIesiècle
- 1708 : victoire russe, à la bataille de Lesnaya, pendant la grande guerre du Nord.
- 1740 : début du massacre de Batavia.
- 1760 : les armées russe et autrichienne occupent brièvement Berlin, lors de la guerre de Sept Ans.

### XIXesiècle
- 1801 : traité franco-ottoman, signé à Paris, qui met fin aux hostilités entre les deux puissances, dans le cadre de la guerre de la deuxième coalition.
- 1806 : batailles de Saalbourg et de Schleiz, les forces françaises de Bernadotte battent les coalisés prusso-saxons.
- 1820 : Guayaquil proclame son indépendance vis-à-vis de l'Équateur.
- 1847 : la Suède abolit l'esclavage, à Saint-Barthélémy.
- 1854 : début du siège de Sébastopol (guerre de Crimée).
- 1859 : Apparitions mariales de Green Bay à Champion (États-Unis). Reconnus par l’Église catholique en 2010[2].
- 1861 : bataille de Santa Rosa Island, pendant la guerre de Sécession.
- 1864 : victoire de l'Union à la Bataille de Tom's Brook, pendant la guerre de Sécession.
- 1890 : L'Éole (Avion I) de Clément Ader effectue le premier vol motorisé d'un plus lourd que l'air (sans preuve formelle)

### XXesiècle
- 1911 : une explosion accidentelle précipite le soulèvement de Wuchang.
- 1914 : fin du siège d'Anvers, pendant la Première Guerre mondiale.
- 1918 : Frédéric-Charles de Hesse-Cassel est élu roi de Finlande.
- 1934 : Pierre II monte sur le trône de Yougoslavie (cf. décès infra).
- 1962 : indépendance de l'Ouganda.
- 1970 : proclamation de la République khmère.
- 1971 : inauguration du monument à Karl Marx à Karl-Marx-Stadt (Chemnitz, République démocratique allemande)
- 1975 : le physicien russe Andreï Sakharov reçoit le prix Nobel de la paix[3].
- 1983 : le président de Corée du Sud, Chun Doo-hwan, échappe à un attentat à Rangoun, en Birmanie, qui fait 21 morts au total, dont les quatre ministres qui l'accompagnent.

### XXIesiècle
- 2004 : réélection de Hamid Karzai comme président de l'Afghanistan.
- 2006 : la Corée du Nord annonce son premier essai nucléaire réussi.
- 2012 : attentat contre Malala Yousafzai, future co-prix Nobel de la Paix.
- 2016 : début d'un conflit dans l'État d'Arakan.
- 2019 : en Syrie, l'armée turque et les rebelles de l'Armée nationale lancent une opération militaire contre les Forces démocratiques arabo-kurdes, dans le nord du pays.
- 2021 :
  - en Autriche, le chancelier fédéral Sebastian Kurz annonce sa démission[4].
  - en Tchéquie, les élections législatives font perdre à Andrej Babiš sa majorité au profit de l'opposition, qui choisit Petr Fiala pour présider le nouveau gouvernement[5].
- 2022 : en Autriche, Alexander Van der Bellen est réélu président fédéral dès le premier tour[6].
- 2024 : au Mozambique, l'élection présidentielle a lieu afin d'élire le président, elle est doublée avec les élections législatives pour renouveler les 250 sièges de l'Assemblée nationale[7].

## Arts, culture et religion
- 1928 : première représentation publique de la pièce de théâtre Topaze, de Marcel Pagnol, au théâtre des Variétés.
- 1966 : la basilique Saint-Denis est promue cathédrale, lors de la création du diocèse de Saint-Denis.

## Sciences et techniques
- 1890 : premier vol de l'avion Éole, de l'ingénieur français Clément Ader, lequel réussit à le faire s'élever à 20 centimètres au-dessus du sol, sur 50 mètres de distance.
- 1975 : le physicien russe Andreï Sakharov reçoit le prix Nobel de la paix[3].
- 2012 : Serge Haroche et David J. Wineland sont désignés lauréats du prix Nobel de physique, pour les méthodes expérimentales révolutionnaires qui ont permis la mesure et la manipulation de systèmes quantiques individuels.
- 2019 : le prix Nobel de chimie est attribué à l'Américain John B. Goodenough, au Britannique Stanley Whittingham, et au Japonais Akira Yoshino, pour leur invention, et son développement, des batteries lithium-ion[8].
- 2024 : le prix Nobel de chimie est attribué aux Américains David Baker et John Michael Jumper ainsi qu'au Britannique Demis Hassabis pour leurs travaux sur les protéines[9].

## Économie et société
- 1410 : construction de l'horloge astronomique de Prague.
- 1874 : création de l'Union générale des postes.
- 1945 : fondation en France de l'École nationale d'administration (ÉNA).
- 1963 : catastrophe du barrage de Vajont, en Italie (glissement de terrain), qui provoque 1 900 morts.
- 1981 : abolition de la peine de mort, en France.
- 2003 : la Meldoise Maud Fontenoy achève sa traversée à la rame de l’océan Atlantique nord d'ouest en est, arrivant à La Corogne en Galice (première femme réussissant cet exploit)[10].
- 2013 : le renvoi d'une famille immigrée de France vers le Kosovo est à l'origine de l'affaire Leonarda.
- 2017 : le Prix Nobel d'économie est attribué à l'Américain Richard Thaler, pour ses contributions à la compréhension de la psychologie de l'économie sur la finance comportementale.
- 2019 : en Allemagne, un attentat antisémite d'extrême-droite, commis pour la fête juive de Yom Kippour, tue deux personnes, et en blesse 2 autres gravement, à Halle-sur-Saale, dans le land de Saxe-Anhalt.
- 2020 : le prix Nobel de la paix est attribué au Programme alimentaire mondial notamment pour ses efforts en zones de guerre.
- 2023 : le prix de la Banque de Suède en sciences économiques en mémoire d'Alfred Nobel est attribué à Claudia Goldin « pour avoir fait progresser notre compréhension de la situation des femmes sur le marché du travail »[11].

## Naissances

### XIIIesiècle
- 1261 : Denis Ier, roi de Portugal de 1279 à 1325 († 7 janvier 1325).

### XIVesiècle
- 1328 : Pierre Ier, roi de Chypre de 1358 à 1369 († 17 janvier 1369).

### XVIIIesiècle
- 1709 : Jean Baptiste de Belloy, prélat français († 10 juin 1808).
- 1727 : Étienne-Charles de Loménie de Brienne, prélat et homme politique français († 19 février 1794).
- 1735 : Charles-Guillaume-Ferdinand de Brunswick, militaire prussien († 10 novembre 1806).
- 1757 : Charles X, roi de France de 1824 à 1830 († 6 novembre 1836).
- 1771 : Sewrin, auteur dramatique et goguettier français († 22 avril 1853).
- 1775 : Vladimir Gadon, homme politique et insurgé lituanien († 9 août 1842).
- 1797 : Philippe Suchard, confiseur et entrepreneur suisse († 14 janvier 1884).

### XIXesiècle
- 1835 : Camille Saint-Saëns, compositeur français († 16 décembre 1921).
- 1845 : Ferdinand Arnodin, ingénieur et industriel français († 14 avril 1924).
- 1846 : Julius Maggi, entrepreneur suisse († 19 octobre 1912).
- 1847 : Stephanus Jacobus du Toit, écrivain, historien et traducteur sud-africain († 28 mai 1911).
- 1849 : Laurent Amodru, homme politique français († 27 avril 1930).
- 1851 : Pierre Marie Yves Le Bozec, marin français, commissaire principal de la Marine à Brest, puis à Caen († 23 juin 1904).
- 1852 : Hermann Emil Fischer, chimiste allemand, prix Nobel de chimie en 1902 († 15 juillet 1919).
- 1859 : Alfred Dreyfus, militaire français († 12 juillet 1935).
- 1864 : Maud Watson, joueuse de tennis britannique († 5 juin 1946).
- 1866 : Philippe Berthelot, diplomate français († 22 novembre 1934).
- 1871 : Georges Gauthier, prélat canadien († 31 août 1940).
- 1873 : Karl Schwarzschild, astrophysicien allemand († 11 mai 1916).
- 1879 : Max von Laue, physicien allemand, prix Nobel de physique en 1914 († 24 avril 1960).
- 1881 : Victor Klemperer, philologue allemand († 11 février 1960).
- 1884 : « Bombita III » (Manuel Torres Reina dit), matador espagnol († 10 octobre 1936).
- 1887 : Manuel Ortiz de Zárate, peintre chilien († 28 octobre 1946).
- 1888 : Nikolaï Boukharine (Никола́й Ива́нович Буха́рин), intellectuel, révolutionnaire et homme politique soviétique († 15 mars 1938).
- 1892 : Ivo Andrić, écrivain yougoslave, prix Nobel de littérature en 1961 († 13 mars 1975).
- 1894 : Hagop Arakelian, maquilleur de cinéma français († 11 novembre 1977).
- 1895 : Félix Lasserre, joueur de rugby à XV français († 19 novembre 1965).
- 1899 : Alain Laubreaux, journaliste et écrivain français († 15 juillet 1968).
- 1900 : 
  - Roger François, haltérophile français († 15 février 1949).
  - Sylvio Cator, athlète haïtien, vice-champion olympique en saut en longueur († 22 juillet 1952).

### XXesiècle
- 1902 : Freddie Young, chef opérateur britannique († 1er décembre 1998).
- 1903 : 
  - Walter O'Malley, dirigeant de baseball américain († 9 août 1979).
  - André Mourlon, athlète français, spécialiste du sprint († 31 juillet 1970).
- 1905 : Paul Barrère, joueur de rugby français († 21 août 1978).
- 1906 : 
  - Léopold Sédar Senghor, homme d'État et homme de lettres sénégalais, président de la Fédération du Mali en 1960 et président de la République du Sénégal de 1960 à 1980 († 20 décembre 2001).
  - Wolfgang Staudte, réalisateur allemand († 19 janvier 1984).
- 1907 : Jacques Tati (Jacques Tatischeff dit), réalisateur et acteur français († 5 novembre 1982).
- 1911 : Joseph John « Joe » Rosenthal, photographe américain, prix Pulitzer en 1945 († 20 août 2006).
- 1914 : Guy Charmot, médecin et militaire français, compagnon de la Libération († 7 janvier 2019).
- 1917 :
  - Kusuo Kitamura, nageur japonais, champion olympique du 1 500 m en 1932 († 6 juin 1996).
  - Louis Rubaud, maître fusilier marin français, compagnon de la Libération († 30 juin 1990).
- 1918 :
  - Howard Hunt, espion américain († 23 janvier 2007).
  - Lila Kedrova (Елизавета Николаевна Кедрова), actrice russe († 16 février 2000).
  - Edgard Pisani, homme politique français, plusieurs fois ministre († 20 juin 2016).
- 1921 :
  - Michel Boisrond, cinéaste français († 10 novembre 2002).
  - Tadeusz Różewicz, écrivain polonais († 24 avril 2014).
- 1922 : 
  - Léon Dion, politologue canadien († 20 août 1997).
  - John William (Ernest-Armand Huss dit), chanteur baryton français († 8 janvier 2011).
- 1924 : Robert Aitken Rushworth, astronaute américain († 17 mars 1997).
- 1926 : Danièle Delorme (Gabrielle Girard dite), actrice et productrice française († 17 octobre 2015).
- 1927 : René Groebli, photographe et photojournaliste suisse.
- 1930 : Lucien Daloz, prélat français († 31 juillet 2012).
- 1934 : Mohamed Mounib, écrivain marocain († 3 décembre 2017).
- 1935 : 
  - Edward de Kent, prince britannique.
  - Don McCullin (Donald McCullin dit), photographe britannique de guerres et de misères, de vie urbaine et de paysages.
- 1936 : Nicole Croisille, chanteuse et actrice française.
- 1940 : John Lennon, chanteur et musicien britannique († 8 décembre 1980).
- 1941 :
  - Robert Lemieux, avocat québécois actif dans la défense des libertés civiles († 20 janvier 2008).
  - Chucho Valdés (Jesús Valdés Rodríguez dit), musicien cubain.
- 1944 : John Entwistle, musicien britannique († 27 juin 2002).
- 1947 :
  - France Gall (Isabelle Gall dite), chanteuse française († 7 janvier 2018).
  - Wayne Thomas, joueur canadien de hockey sur glace.
  - Pierre Turgeon, romancier et essayiste canadien.
- 1948 : Jackson Browne, chanteur américain.
- 1949 : Evguenia Mikhaïlova, femme politique et philanthrope russe.
- 1952 : Pierre Jolivet, acteur et cinéaste français.
- 1953 :
  - Denis Bouchard, acteur canadien.
  - Sophie Calle, artiste française.
  - Denis Dufour, compositeur français.
  - Anthony Marcus « Tony » Shalhoub, acteur américain.
- 1954 : 
  - René Bittinger, cycliste sur route français.
  - Scott Bakula, acteur américain.
- 1955 :
  - Linwood Boomer, réalisateur et acteur américain.
  - Steve Ovett, athlète de demi-fond britannique.
  - Leonardo Padura, écrivain cubain.
- 1957 :
  - Ini Kamoze, chanteur de reggae jamaïcain.
  - Iouri Ousatchev (Юрий Владимирович Усачёв), cosmonaute russe.
- 1958 :
  - Allen David « Al » Jourgensen, musicien américain du groupe Ministry.
  - Michael Paré, acteur américain.
- 1960 :
  - Kenny Garrett, musicien américain.
  - Guylaine Tremblay, actrice canadienne.
  - Piero Poli, rameur d'aviron italien, champion olympique.
- 1961 :
  - Julian Bailey, pilote automobile britannique.
  - Ahmed Otmane, figure du grand banditisme français.
  - Sanseverino (Stéphane Sanseverino dit), chanteur français.
- 1962 : Jorge Burruchaga, footballeur puis entraîneur argentin.
- 1964 :
  - Martín Jaite, joueur de tennis argentin.
  - Guillermo del Toro, réalisateur, scénariste, romancier et producteur de cinéma mexicain.
  - Héléna Marienské, romancière, actrice et présentatrice française.
- 1965 : Dionicio Cerón, athlète mexicain.
- 1966 :
  - David Cameron, homme politique britannique, Premier ministre de 2010 à 2016.
  - Katerina Golubeva (Екатерина Николаевна Голубева), actrice russe († 14 août 2011).
- 1967 : Eduardo Gory « Eddie » Guerrero Llanes, lutteur américain († 13 novembre 2005).
- 1968 : Deon Hemmings, athlète jamaïquaine, championne olympique du 400 m haies.
- 1969 :
  - Polly Jean « P.J. » Harvey, chanteuse britannique.
  - Laurent Mariotte, animateur de télévision, de radio et chroniqueur culinaire français.
  - Torsten May, boxeur allemand, champion olympique.
  - Simon Fairweather, archer australien, champion olympique.
- 1970 :
  - Kenneth « Kenny » Anderson, basketteur américain.
  - Annika Sörenstam, golfeuse professionnelle suédoise.
  - Lin Li, nageuse chinoise, double championne olympique.
- 1971 : Alexandre Joly, prélat catholique français, évêque de Troyes
- 1972 : Véronique Pecqueux-Rolland, handballeuse française.
- 1973 : Terry Balsamo, musicien américain du groupe Evanescence.
- 1974 : Yann Barthes, journaliste français.
- 1975 : 
  - Marie Labory, journaliste et animatrice de télévision française.
  - Sean Lennon, musicien, acteur et scénariste américain, fils du chanteur et musicien John Lennon, né également le même jour.
  - Ge fei, joueuse de badminton chinoise, double championne olympique.
- 1978 :
  - Teona Akoubardia, femme politique géorgienne.
  - Juan Dixon, basketteur américain.
  - Miguel Miranda, basketteur portugais.
- 1979 : Brandon Routh, acteur américain.
- 1980 : Henrik Zetterberg, hockeyeur canadien.
- 1981 :
  - Marc-André Fortin, chanteur québécois.
  - Gaël Givet, footballeur français.
  - Darius Miles, basketteur américain.
  - Rafał Murawski, footballeur polonais.
- 1982 :
  - Yingchao Kong (孔颖超), biathlète chinoise.
  - Modeste M'Bami, footballeur camerounais.
- 1983 : Spencer Grammer, actrice américaine.
- 1986 :
  - Nikita Chabalkine (Никита Алексеевич Шабалкин), basketteur russe.
  - Laure Manaudou, nageuse française.
- 1987 :
  - Craig Brackins, basketteur américain.
  - William Henry « Bill » Walker, basketteur américain.
- 1988 : Blessing Okagbare, athlète de sprint et de saut en longueur nigériane.
- 1990 : Angélique Angarni-Filopon, Miss France 2025
- 1991 : Oleksandr Lypovyy (Олександр Липовий), basketteur ukrainien.
- 1992 : Jerian Grant, basketteur américain.
- 1993 : Niccolò Bonifazio, cycliste sur route italien.
- 1994 :
  - Alexie Alaïs, athlète française.
  - Jodelle Ferland, actrice canadienne.
- 1996 :
  - Bella Hadid, mannequin américaine.
  - Étienne Ory, basketteur français.

## Décès

### XVesiècle
- 1469 : Fra Filippo Lippi, peintre italien (° 1406).

### XVIIIesiècle
- 1719 : Charles Louis Bretagne de La Trémoïlle (° 15 mars 1683).
- 1771 : Jan Klemens Branicki, militaire polonais (° 21 septembre 1689).
- 1781 : Pierre Corgne, théologien et homme d'Église français (° 15 mars 1695).
- 1794 : Corentin Le Floc'h, homme politique français (° 31 janvier 1754).
- 1799 : Pierre Joseph Georges Pigneau de Behaine, homme d'Église et diplomate français (° 2 novembre 1741).

### XIXesiècle
- 1886 :
  - José Casado del Alisal, peintre espagnol (° 24 mars 1832).
  - Alexis Didier, médium français (° 30 mars 1826).
  - Jean-Jacques Uhrich, général de division français (° 15 février 1802).
  - Zacharie Vincent, peintre canadien (° 28 janvier 1815).
- 1896 : Ferdinand von Müller, botaniste allemand (° 30 juin 1925).

### XXesiècle
- 1906 : Joseph Glidden, fermier américain, inventeur du barbelé (° 18 janvier 1813).
- 1910 : Elzéar Abeille de Perrin, avocat et entomologiste français (° 3 janvier 1843).
- 1930 : João Suassuna, homme politique brésilien (° 9 janvier 1886).
- 1934 :
  - Alexandre Ier (Александар I Карађорђевић), roi de Yougoslavie de 1929 à 1934 (° 16 décembre 1888).
  - Louis Barthou, homme politique français, président du Conseil des ministres français en 1913 (° 25 août 1862).
- 1943 : Pieter Zeeman, physicien néerlandais, prix Nobel de physique en 1902 (° 25 mai 1865).
- 1948 : Joseph Wedderburn, mathématicien britannique (° 2 février 1882).
- 1950 : George Hainsworth, hockeyeur canadien (° 26 juin 1895).
- 1954 : Olivier Guimond, père, comédien canadien (° 18 mars 1893).
- 1955 : Theodor Innitzer, prélat autrichien (° 25 décembre 1875).
- 1958 : Pie XII (Eugenio Maria Giuseppe Giovanni Pacelli dit), 260e pape, en fonction de 1939 à 1958 (° 2 mars 1876).
- 1967 :
  - Ernesto « Che » Guevara, médecin et révolutionnaire argentin (° 14 juin 1928).
  - André Maurois, romancier, essayiste et académicien français (° 26 juillet 1885).
  - Cyril Norman Hinshelwood, physicien et chimiste anglais, prix Nobel de chimie en 1956 (° 19 juin 1897).
- 1968 : Jean Paulhan, écrivain et académicien français (° 2 décembre 1884).
- 1969 : 
  - Elsa Rendschmidt, patineuse artistique allemande (° 11 janvier 1886).
  - Claude Renoir, réalisateur français, frère de Jean Renoir (° 4 août 1901).
- 1970 :
  - Edmond Michelet, résistant et homme politique français (° 8 octobre 1899).
  - Louis Pasteur Vallery-Radot, médecin et académicien français (° 13 mai 1886).
  - Jean Giono, écrivain français académicien Goncourt (° 30 mars 1895).
- 1972 : Miriam Hopkins, actrice américaine (° 18 octobre 1902).
- 1973 : Rosetta Tharpe, chanteuse américaine (° 20 mars 1915).
- 1974 : Oskar Schindler, industriel allemand, Juste parmi les nations (° 28 avril 1908).
- 1978 : Jacques Brel, chanteur et acteur belge (° 8 avril 1929).
- 1982 : Anna Freud, psychanalyste britannique d'origine autrichienne, fille de Sigmund Freud (° 3 décembre 1895).
- 1984 : Lew Christensen, danseur et chorégraphe américain (° 9 mai 1909).
- 1985 : Emilio Garrastazu Medici, militaire et homme politique brésilien, président de la République du Brésil de 1969 à 1974 (° 4 décembre 1905).
- 1987 :
  - Clare Boothe Luce, journaliste américaine (° 10 mars 1903).
  - William Murphy, médecin américain, prix Nobel de physiologie ou médecine en 1934 (° 6 février 1892).
- 1988 :
  - Clifton E. « Cliff » Gallup, guitariste américain (° 17 juin 1930).
  - Felix Wankel, ingénieur allemand (° 13 août 1902).
- 1995 : Alexander Frederick « Alec » Douglas-Home, homme politique britannique, Premier ministre de 1963 à 1964 (° 2 juillet 1903).
- 1996 : Yoshio Aoyama, peintre japonais (° 10 janvier 1894).
- 1997 : Jean Pasqualini, écrivain sino-français (° 1926).
- 1999 : Milt Jackson, musicien américain (° 1er janvier 1923).
- 2000 : David Dukes, acteur américain (° 6 juin 1945).

### XXIesiècle
- 2001 : Herbert Ross, cinéaste américain (° 13 mai 1927).
- 2002 :
  - Bruno O'Ya, acteur et chanteur estonien (° 12 février 1933).
  - Vladimir Peška, intellectuel tchécoslovaque (° 7 septembre 1920).
  - Aileen Wuornos, tueuse en série américaine (° 29 février 1956).
- 2003 : Justinas Bašinskas, compositeur lituanien (° 22 janvier 1923).
- 2004 :
  - Abdelhamid Bouchouk, footballeur franco-algérien (° 1er janvier 1927).
  - Jacques Derrida, philosophe français (° 15 juillet 1930).
  - Maxime Faget, ingénieur américain (° 26 août 1921).
  - Alberto Rizzo, photographe de mode et danseur américano-italien (° 2 mai 1931).
- 2005 :
  - Serge Lancel, philosophe, archéologue et historien français (° 5 septembre 1928).
  - Louis Nye, acteur américain (° 1er mai 1913).
- 2006 :
  - Coccinelle (Jacqueline Charlotte Dufresnoy dite), artiste transgenre française (° 23 août 1931).
  - Marek Grechuta, chanteur polonais (° 10 décembre 1945).
  - Danièle Huillet, cinéaste française (° 1er mai 1936).
  - Bernard Primeau, batteur de jazz québécois (° 5 janvier 1939).
  - Concha Valero, actrice espagnole (° 8 décembre 1958).
- 2007 : Bernard Morrot, journaliste français (° 28 octobre 1936).
- 2009 :
  - Jacques Chessex, écrivain français (° 1er mars 1934).
  - Louis Sanmarco, administrateur colonial français (° 7 avril 1912).
  - Horst Szymaniak, footballeur allemand (° 29 août 1934).
- 2010 : Maurice Allais, économiste et physicien français, prix Nobel d'économie en 1988 (° 31 mai 1911).
- 2011 : 
  - Jean Gourmelin, dessinateur de l'idée, de l'absurde et du fantastique français (° 23 novembre 1920).
  - Pavel Kareline (Павел Владимирович Карелин), sauteur à ski russe (° 27 avril 1990).
- 2012 :
  - Paddy Roy Bates, ancien major de l'armée britannico-sealandaise (° 29 juin 1914).
  - Theo Olof, violoniste classique et écrivain néerlandais (° 5 mai 1924).
  - Harris Savides, directeur de la photographie américain  (° 28 septembre 1957).
- 2013 : 
  - Norma Bengell, actrice, chanteuse, réalisatrice et productrice brésilienne (° 21 février 1935).
  - Wilfried Martens, homme politique belge, premier ministre de 1979 à 1981 et de 1981 à 1992, président du Conseil européen en 1987 et président du Parti populaire européen de 1990 à 2013 (° 19 avril 1936).
  - Milan Matulović, joueur d'échecs yougoslave puis serbe (° 10 juin 1935).
- 2014 :
  - Henning Bjerregaard, footballeur international danois (° 6 mars 1927).
  - Jan Hooks, actrice américaine (° 23 avril 1957).
  - Rita Shane, soprano coloratura américaine (° 15 août 1936).
  - Victor Winding, acteur britannique (° 30 janvier 1929).
- 2015 :
  - Jean Badal, directeur de la photographie français (° 7 mars 1927).
  - Leny Escudero (Joaquin Leni Escudero dit), chanteur, auteur-compositeur et acteur français (° 5 novembre 1932).
  - Geoffrey Howe, homme politique britannique (° 20 décembre 1926).
  - Dave Meyers, basketteur américain (° 21 avril 1953).
  - N. Ramani, joueur de flûte carnatique indien (° 15 octobre 1934).
  - Zdravko Zupan, auteur et historien de bande dessinée yougoslave puis serbe (° 7 février 1950).
- 2016 :
  - Anthony Grant, homme politique britannique (° 29 mai 1925).
  - Aaron Pryor, boxeur américain (° 20 octobre 1955).
  - Andrzej Wajda, réalisateur et scénariste de cinéma, metteur en scène de théâtre polonais (° 6 mars 1926).
- 2017 : Jean Rochefort, comédien français (° 29 avril 1930).
- 2018 : Venantino Venantini, acteur italien (° 17 avril 1930).
- 2022 : 

  - Bruno Latour, sociologue, anthropologue et philosophe français des sciences (né en 1947).
- 2023 :
  - Alim Abdallah, militaire israélien (° 1982).
  - Andrea Branzi, architecte et designer italien (° 30 novembre 1938).
- 2024 :
  - George Baldock, footballeur international grec (° 9 mars 1993).
  - Dieter Burdenski, footballeur international allemand (° 26 novembre 1950).
  - Lily Ebert, survivante de la Shoah hongroise (° 29 décembre 1923).
  - Elisa Montés, actrice espagnole (° 15 décembre 1934).
  - Bruno Pochesci, écrivain et musicien franco-italien (° 3 février 1970).
  - Aleksandr Poutchkov, athlète de haies soviétique puis russe (° 25 mars 1957).
  - Leif Segerstam, musicien, chef d'orchestre et compositeur finlandais (° 2 mars 1944).
  - Hiroshi Shirai, karatéka japonais (° 31 juillet 1937).
  - Ratan Tata, industriel indien (° 28 décembre 1937).
  - Pierre Vernier, acteur français (° 25 mai 1931).

## Célébrations
- Union postale universelle : journée mondiale de la poste[12].

- Canada, États-Unis : journée de Leif Erikson commémorant l'arrivée connue des premiers immigrants scandinaves sur le continent américain en 1825.
- Corée du Sud : journée du hangeul / 한글날 commémorant l'invention par le roi Sejong le Grand du répertoire hangeul.
- Guayaquil (Équateur) : fête de l'indépendance de la province libre de Guayaquil  (1820-1822)[13].
- Japon : premier jour des festivals Takayama de Gifu.
- Ouganda : fête nationale célébrant l'indépendance de 1962 vis-à-vis de l'empire colonial britannique.
- Roumanie : journée nationale de commémoration de l'Holocauste.
- Communauté valencienne (Espagne) : jour de la communauté valencienne (es) en souvenir de l'entrée de Jacques Ier d'Aragon dans Valence en 1238.

- Christianisme : station près de Béthel, mémoire d'Abraham et de Loth le juste, déposition de l'apôtre André, avec lectures de Gn. 12, 1-8 ; Gn. 13, 1-12 ; I Tim. 3, 14(-16) ; Lc 17, 20-37 (dans le lectionnaire de Jérusalem).

### Saints des Églises chrétiennes

#### Catholiques et orthodoxes
Saints du jour, :
- Abraham († vers 2000 av. J.-C.), patriarche de l'Ancien Testament.
- Andronic († IVe siècle), banquier à Antioche et Athanasie — ou « Anastasie » —, son épouse, ascètes en Égypte.
- Austregilde († VIIe siècle), mère de saint Loup de Sens.
- Baractal († IVe siècle), martyr à Spolète.
- Démètre († 231), évêque d'Alexandrie.
- Denis de Paris († 117), 1er évêque de Lutèce, et ses compagnons Rustique, prêtre, et Éleuthère, diacre, martyrs à Paris.
- Deusdédit du Mont-Cassin (it) († 834), abbé du Mont-Cassin, jeté en prison par Sicard de Bénévent.
- Domnin de Fidenza († 304), martyr à Fidenza.
- Domnin († 610), ermite à Città di Castello.
- Gémin (it) († 815), ermite à San Gemini.
- Ghislain de Mons († 683), fondateur d'un monastère à Saint-Ghislain.
- Nidgar († 830), évêque d'Augsbourg.
- Olle († IXe siècle), vierge à Raillencourt-Sainte-Olle.
- Pierre le militaire († IXe siècle), moine à Constantinople.
- Publia († IVe siècle), abbesse et martyre à Antioche.
- Sara († vers 2000 / 1850 voire 1676 av. J.-C.), sœur consanguine puis femme d'Abraham ci-avant, mère tardive d'Isaac leur fils, personnages orientaux du Livre de la Genèse dans la Bible hébraïque / Ancien testament biblique chrétien.
- Savin du Lavedan († VIIIe siècle), ermite dans le Lavedan, ainsi que Sylvien et Flavien, diacres.
- Théofroy († 690), religieux au monastère de Luxeuil, puis 1er abbé à l'abbaye de Corbie.

#### Saints et bienheureux des Églises catholiques
Saints et béatifiés du jour :
- Bernard de Rodez († 1110), abbé au monastère de Montsalvy en Rouergue.
- Goswin († 1165), abbé du monastère d'Anchin.
- Gunther († 1045), ermite originaire de Bohême.
- Innocent Canoura Arnau († 1937), passioniste, et huit frères des écoles chrétiennes, martyrs à Turón.
- John Henry Newman († 1890), cardinal anglais.
- Jean Leonardi († 1609), fondateur des clercs réguliers de la Mère de Dieu.
- Jean Lobedau († 1264), bienheureux franciscain originaire de Prusse.
- Louis Bertrand († 1581), dominicain, missionnaire espagnol, saint-patron de la Colombie[16].
- Sibylle (XIIIe siècle), bienheureuse moniale dans le Brabant.

#### Saints orthodoxes
Outre les saints œcuméniques voire pré-schismatiques ci-avant, aux dates parfois "juliennes" / orientales...
- Etienne l'Aveugle († 1476), martyr.
- Jean de Prousse (XIVe siècle), martyr.

### Prénoms du jour
Bonne fête aux Denis et ses variantes : Denez (étymologie de langue et de sens différents ?), Deniz, Dennis, Dennys, Denys, Dionisio, Dionysos, (Bacchus dès les 8 octobre, mais les Denise et variantes les 15 mai).
Et aussi aux :
- Abraham, ses variantes Abram, Avram et leur diminutif possible Avi (voir 19 décembre ou 20 décembre).
- Ghislain et ses variantes masculines : Guillain, Guislain et Guylain ; et leurs formes féminines : Ghislaine, Gislaine, Guilaine, Guislaine et Guylaine.
- Gunther et ses variantes : Gouziern, Gont(h)ier, Gu(e)nter, Gun, Gunnar, Gunners, Gunt(h)ar, Guntero, Gunthiern, Guntur, etc.
- Sara, ses variantes : Sarah , Sarra, Sarrah voire Soraya ; et le diminutif Sally issu de l'anglais.
- Sibylle et ses variantes : Sibyl, Sibyle, Sybil, Sybile, Sybille.

## Traditions et superstitions

### Astrologie
- Signe du zodiaque : dix-septième jour du signe astrologique de la Balance.

### Dictons du jour
- Denis de Paris le céphalophore étant un saint très populaire, il fait l'objet de nombreux dictons de la saint-Denis, parfois associés à la notion d'été indien :
  - « Entre saint-Denis et saint-François [4 octobre ?], prends ta vendange quelle qu'elle soit. »
  - « Entre saint-Michel [29 septembre] et saint-François [4 octobre], prends ta vendange telle qu'elle est ; à saint-Denis, prends-la si elle y est encore. »[17]
  - « S'il pleut à la saint-Denis, la rivière sort neuf fois de son lit. »[18]
- « Temps pluvieux à la sainte-Ghislaine, la fin du mois s'annonce vilaine. »[réf. à confirmer][19]
- « Temps sec à la saint-Ghislain, nous annonce un hiver d'eau plein. »[20]

## Toponymie
- Les noms de plusieurs voies, places, sites ou édifices de pays ou provinces francophones contiennent cette date sous diverses graphies : voir Neuf-Octobre .